# Sakae Takahashi
Sakae Takahashi (高橋 栄 Takahashi Sakae?) fue un futbolista japonés que se desempeñaba como defensa.
Takahashi fue elegido para integrar la selección nacional de Japón para los Juegos del Lejano Oriente de 1925, donde disputó un encuentro.

## Trayectoria

### Clubes
| Club     | País  | Año  |
| -------- | ----- | ---- |
| Osaka SC | Japón | ???? |

### Selección nacional
| Selección | País  | Año  |
| --------- | ----- | ---- |
| Absoluta  | Japón | 1925 |

## Estadística de equipo nacional
| Selección de Japón | Selección de Japón | Selección de Japón |
| Año                | Part.              | Goles              |
| ------------------ | ------------------ | ------------------ |
| 1925               | 1                  | 0                  |
| Total              | 1                  | 0                  |